# Michael Emanuel z Althannu
Michael Emanuel z Althannu (německy Michael Emanuel von Althann; 1691 – 1749) byl česko-rakouský šlechtic z rodu Althannů, majitel pozemkových statků v jižní části Kladského hrabství.

## Životopis
Narodil se v roce 1691 jako nejstarší syn Michaela Václava II. z Althannu (1668–1738) a jeho první manželky, říšské hraběnky Marie Josefy Paarové (1667–1707). 
Měl několik vlastních sourozenců: Marii Josefu, Marii Ludoviku, Michaela Filipa Josefa, Marii Annu Vilemínu, Marii Filipinu a Marii Annu Františku. 
Kromě toho měl ještě nevlastní sourozence s otcova druhého (Annu Filipinu) a třetího manželství s Marií Aloisií, rozenou hraběnkou z Ditrichštejna (1700–1754): Michaela Josefa, Karolínu, Michaela Františka Xavera a Marii Vilemínu.
Po smrti otce v roce 1738 zdědil Kralické panství, a slezské statky Roztoky a Vlkanov a majorátní panství v Mezilesí. 
V 1723 se oženil s Annou Františkou z Oppersdorffu (1690–1760), se kterou měl šest dětí:
- 1. Michael Václav (asi 1725 – zemřel v mládí)
- 2. Michael Josef (1726–1730)
- 3. Michael Heřman (asi 1728 – zemřel v mládí)
- 4. Michael Otto (1730–1797)
- 5. Anna Josefa, (*/† 1732)
- 6. Marie Anna Františka (1738–1801)

Michael Emanuel z Althannu zemřel v roce 1749 a byl pohřben ve farním kostele Božího Těla v Mezilesí.